# Joseph Galy
Pour les articles homonymes, voir Galy.
Pas d'image ? Cliquez ici

a Compétitions nationales et continentales officielles uniquement.

b Matchs officiels uniquement.
Dernière mise à jour le 3 avril 2025.
 Joseph Galy, né le 22 décembre 1929 à Bages (Pyrénées-Orientales) et mort le 26 juin 1997 dans la même ville, est un vigneron et joueur international français de rugby à XV, qui a joué à l'USAP et au RC Toulon, évoluant au poste de trois-quarts centre.
Il a été président de l'équipe de rugby l'USBV[Quoi ?] et de l'USAP durant de nombreuses années et membre de la Fédération française de rugby au côté d'Albert Ferrasse.
Personnalité sportive reconnue, il a repris le domaine viticole familial, le Domaine Galy à Bages, qu'il a développé avec son fils Christian Galy et son petit-fils Nicolas Galy. Ces derniers ont également joué à l'USAP.
Son petit-fils Victor Montgaillard évolue à l'USAP au poste de talonneur.

## Carrière de joueur

### En club
- USA Perpignan
  - Finaliste du Championnat de France 1951-1952 avec Perpignan. 2 fois Meilleur marqueur d'essai du Championnat de France (1952 et 1953).
- RC Toulon
  - De 1946 à 1950.
- Union sportive Côte Vermeille

### En équipe nationale
Il a disputé un test match le 28 mars 1953 contre l'équipe du pays de Galles, qui reste sa seule sélection.

## Palmarès
- Sélection en équipe nationale : 1
- Vice-champion de France en 1952